# 鲜于世荣
鲜于世荣（6世纪—577年），中国南北朝时東魏北齐軍事人物。漁陽郡（治今北京密云西南）人。

## 生平
怀朔镇将鮮于宝業之子。东魏兴和二年（540年）为大丞相高欢亲信副都督。转任平西将軍，赐爵石门县子。北齐建国後，跟随齐文宣帝高洋征柔然，討稽胡。天保六年（555年），鲜于世荣随高岳平定郢州，任持節、河州刺史、食邑朝歌县。担任丞相府諮議参軍。皇建元年（560年），受儀同三司、武衛将軍之位。天统二年（566年），加開府儀同三司，转任鄭州刺史。武平年間，平定信州之乱，改任領軍将軍，上党郡食邑。跟随平定高思好之乱，封義陽王，常叹息朝政危乱。
武平七年（576年），齐後主幸晋陽，鲜于世荣以本官執行尚書右僕射事務，辅佐北平王高貞北宮留後，受命与袁聿修在尚书省检试举人。後主包围平陽，鲜于世荣受領軍将軍之号。承光元年（577年），北周軍进逼邺城，鲜于世荣以領軍大将軍、太子太傅率军守邺城西，兵败被擒。鲜于世荣不肯屈服，周武帝将他处死。
鲜于世荣之子鮮于子貞，武平末年假儀同三司。

## 延伸阅读
[在维基数据编辑]
 《北齊書·卷41》，出自李百药《北齊書》
 《北史·卷053》，出自李延壽《北史》